# マイブラット県
マイブラット県（インドネシア語: Kabupaten Maybrat）はインドネシア南西パプア州の県。
内陸県であり、11の地区からなる。2009年に南ソロン県から分けられる形で作られた。
県庁所在地はクムルケ。